# Brlog (Chorwacja)
Brlog – wieś w Chorwacji, w żupanii licko-seńskiej, w mieście Otočac. W 2011 roku liczyła 279 mieszkańców.